# White Hart Lane
A White Hart Lane a Tottenham Hotspur labdarúgóklub korábbi otthona. Észak-Londonban, Tottenhamben volt található, 1899-ben építették és 2017-ben bontották le. Szurkolók gyakran nevezték egyszerűen csak The Lane-nek vagy WHL-nek.
A Tottenham csapatán kívül a stadiont az angol U21-es és a felnőttválogatott is használta.

## Története
A Tottenham Hotspur 1899-ben költözött a White Hart Lane-re. Az első mérkőzés a stadionban 4–1-re végződött a Notts County ellen. 5000 drukker volt jelen a győzelemnél.

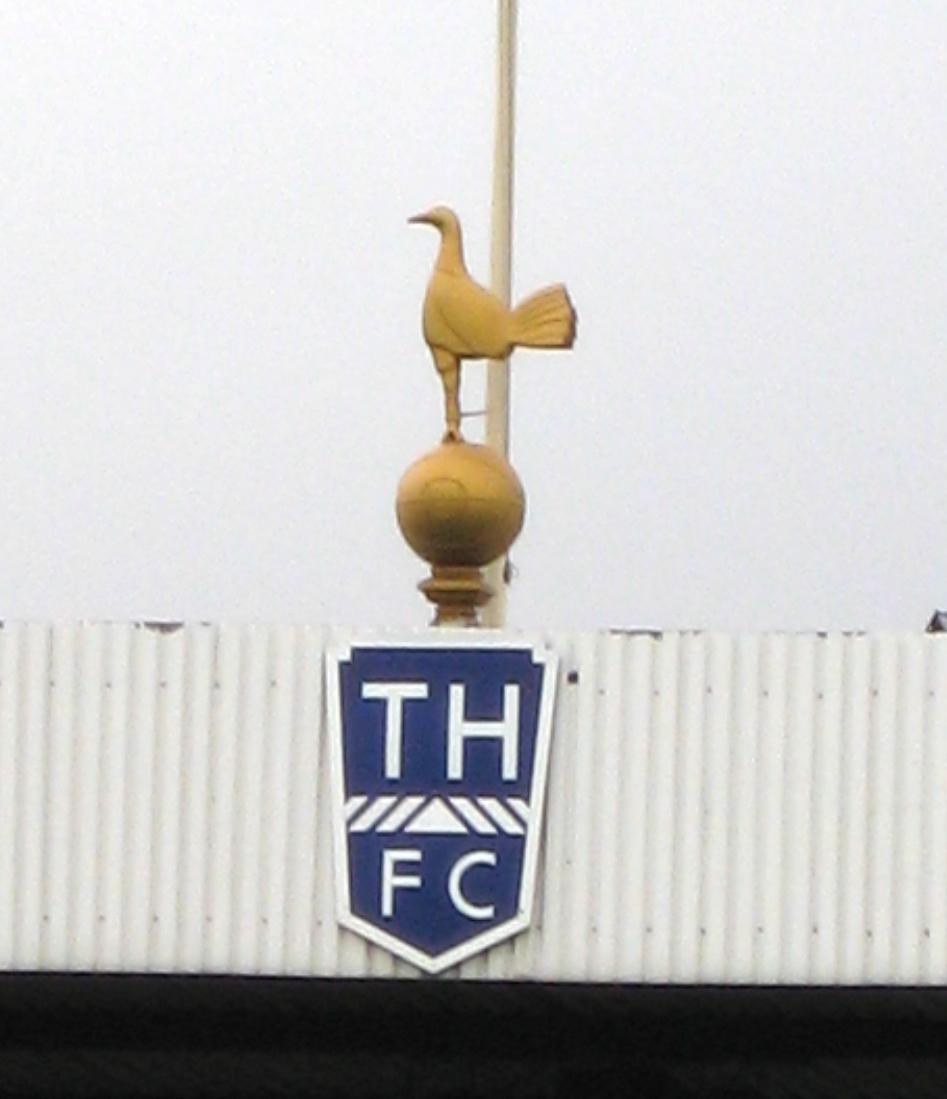
A réz kakas a stadion tetején

1908 és 1972 között, a White Hart Lane az olyan brit stadionok egyike volt, ahol nem voltak reklámtáblák.
1923-ban 50.000 fedett ülőhelyet építettek ki. A pályára egy réz harci kakas (a klub jelképe) nézett le, ami jelenleg a nyugati lelátón található. Az 1930-as években a labdarúgás nagyon népszerű időtöltés lett; a Tottenham állandó középes nézőszáma ellenére 1938 márciusában 75,038 ember látogatott ki a Sunderland elleni FA Kupa mérkőzésre. 1953-ban a stadiont reflektorokkal szerelték fel, amiket 1970-ben újítottak meg.
Az 1980-as évek elején megépítették a nyugati lelátót, de olyan rosszul szervezték meg, hogy az elkészítése csak későn fejeződött be, és a költségek is a vártnál magasabbak voltak, ami szinte anyagi csődbe juttatta a csapatot. A keleti lelátó (a Worcester sugárúton) egy háromszintes lelátó, amit az 1930-as években épített  a híres londoni stadionépítész, Archibald Leitch. Az 1980-as évekig a középső szint tekintélyes hely volt, ami -méltányos jegyáron- jó kilátást nyújtott a pályára. A hazai drukkerek el is nevezték "The Shelf"-nek. A keleti lelátót legutóbb 1990-ben állították helyre.

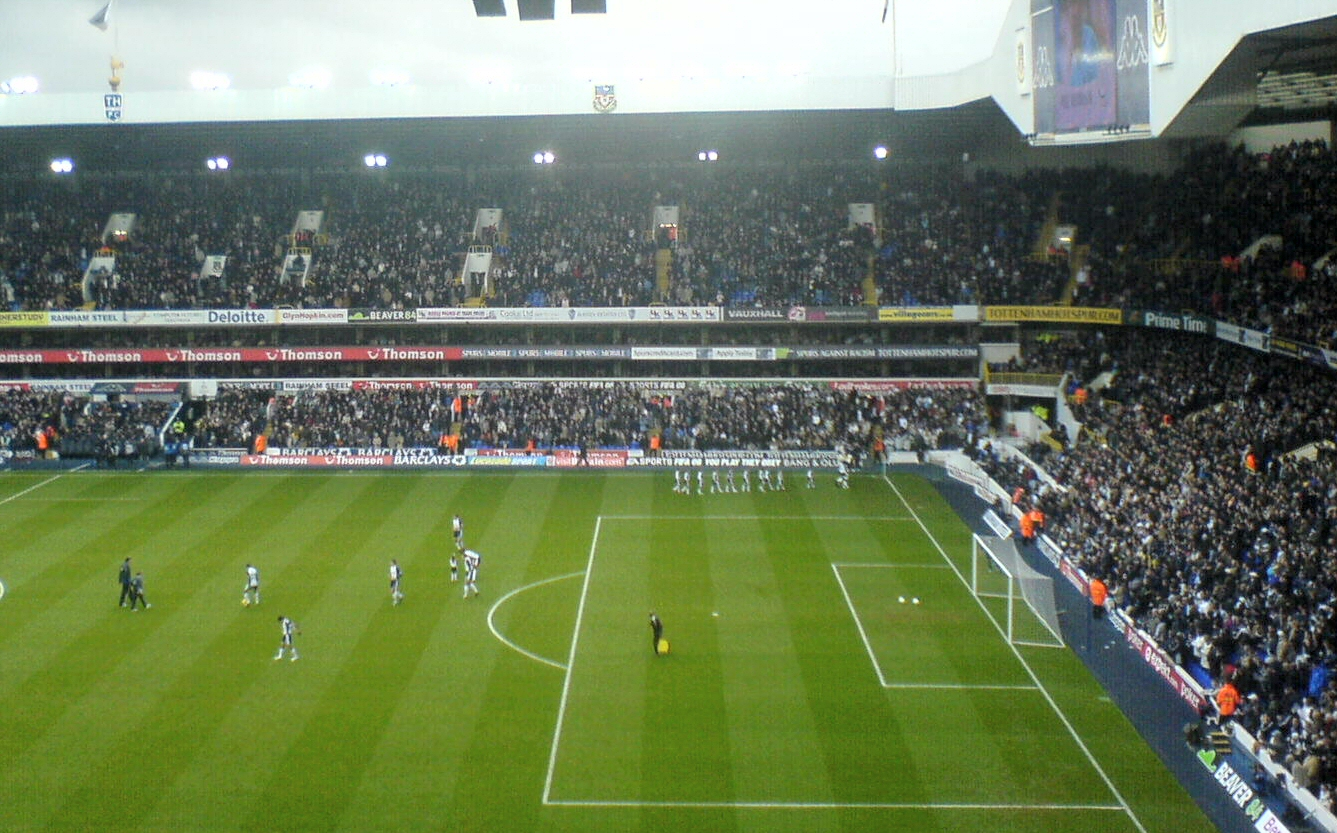
A szurkolókkal teli stadion

A 90-es években befejezték a jelenlegi nyugati lelátót, valamint felszerelték az első kivetítőt, amiből jelenleg már kettő van; a két kapu fölött egy-egy. 1998-ban végül az északi lelátót is elkészítették.
2017. május 14-én bezárták a stadiont a Tottenham Manchester United elleni mérkőzése után, majd később az évben lebontották, hogy megkezdjék a Tottenham új stadionjának, a Tottenham Hotspur Stadionnak megépítését. Az utolsó gólt a stadionban Wayne Rooney, a Manchester United csatára lőtte.

## Egyéb használata

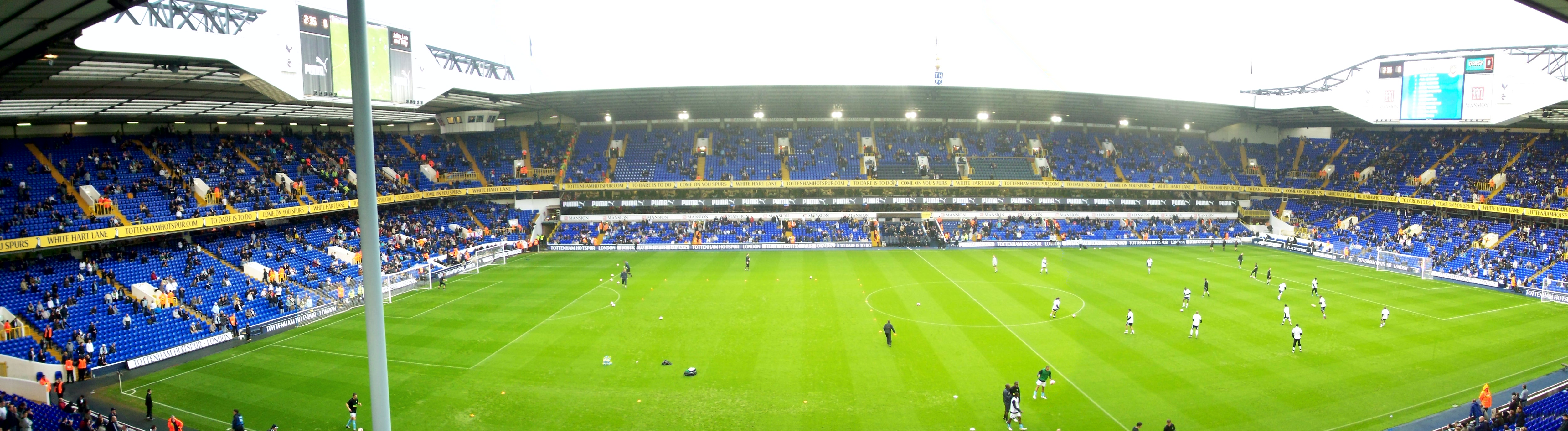
Panorámakép a stadionról

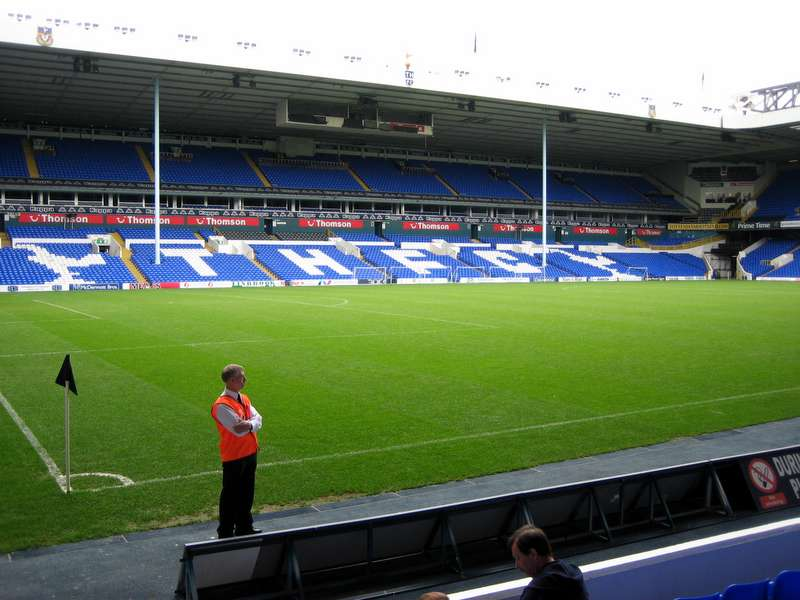
A White Hart Lane belülről

A White Hart Lane a Wembley újjáépítése alatt több angol válogatott mérkőzésnek is otthont adott, többek közt a Hollandia elleni 2–0-s vereséggel végződő mérkőzést is itt tartották. A Wembley befejezése óta a Lane-t néha U21-es mérkőzéseknél is használják; 2005-ben itt játszották a francia U21-es válogatott elleni 1–1-es döntetlent.
A White Hart Lane-en rövid ideig amerikaifutball-mérkőzéseket is játszottak 1995-ben és 1996-ban, a stadion volt a London Monarchs hazai pályája. Mivel a pálya hosszúsága nem felelt meg az amerikai foci szabályainak, a Monarchs külön engedélyt kapott az NFL Europa-tól, hogy itt játszhassanak.

## Adatok
- Nyugati lelátó (High Road) – 6 890 fő
- Északi lelátó (Paxton Road) – 10 086 fő
- Keleti lelátó (Worcester Avenue) – 10 691 fő
- Déli lelátó (Park Lane) – 8 573 fő
- Összesen 36 310 fő

## Tények
- Első mérkőzés: Tottenham Hotspur 4–1 Notts County
- Legnagyobb nézőszám: 1938. március 5., FA-kupa, Tottenham Hotspur – Sunderland, 75 038 fő
- Utolsó mérkőzés: Tottenham Hotspur 2–1 Manchester United[2]

## Képek

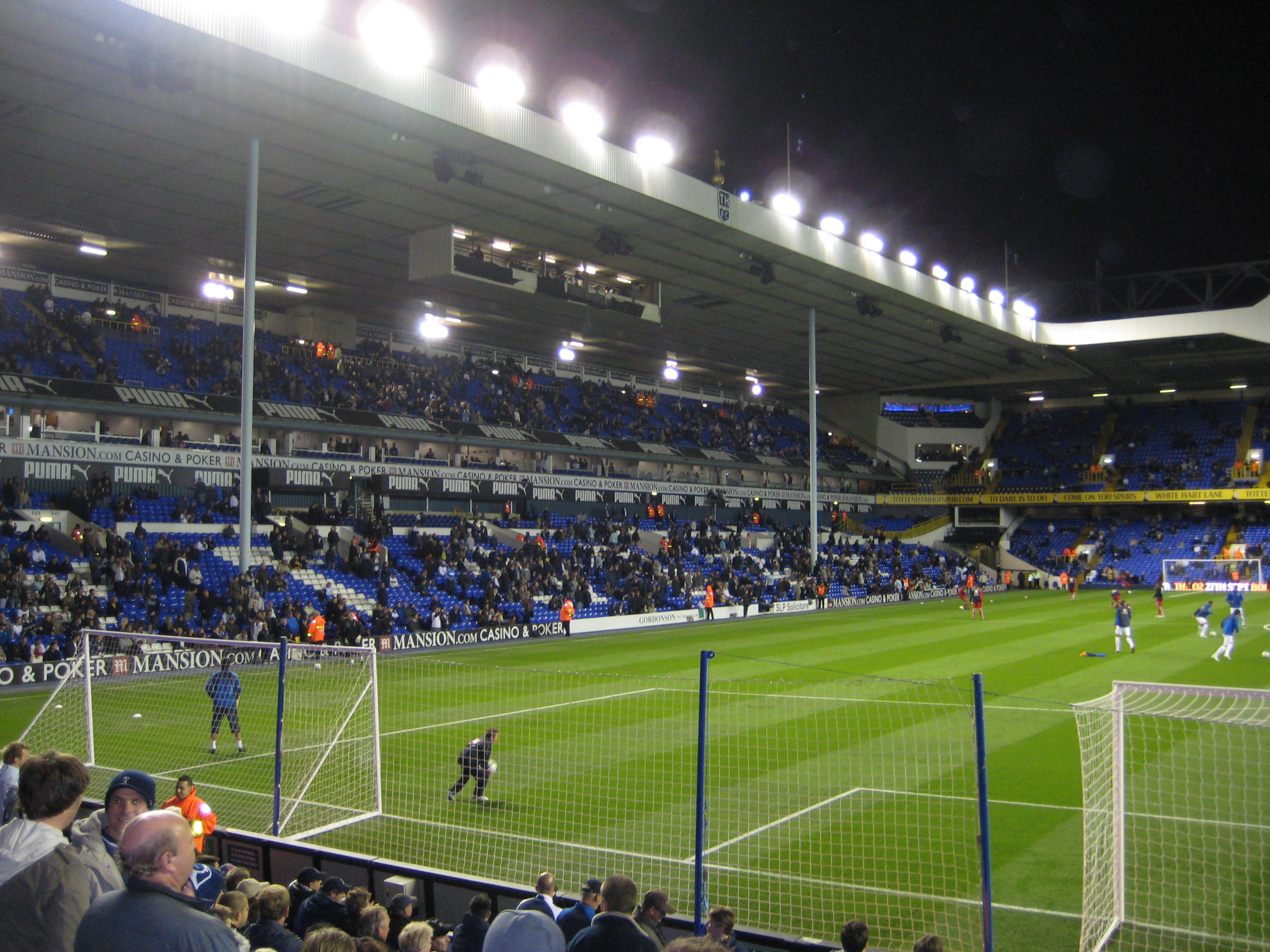
A keleti lelátó
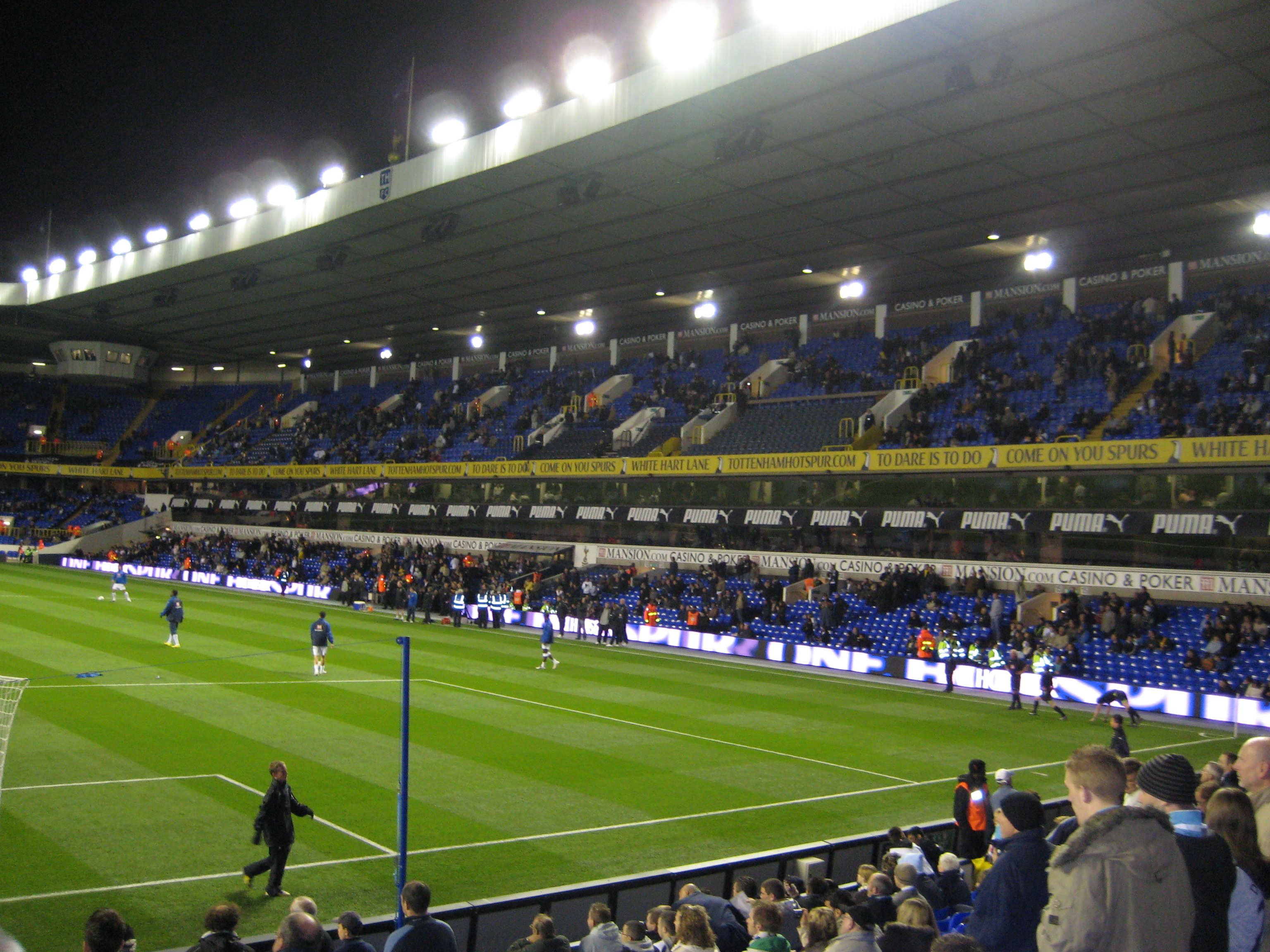
A nyugati lelátó
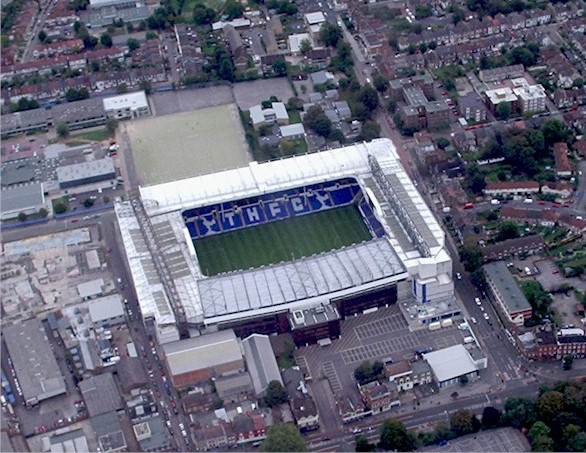
A stadion a levegőből